# 领好河
领好河，又名红染河、清水河、革布河，是位于中国广西壮族自治区百色市隆林各族自治县西部的一条河流，属于西江南盘江段右岸支流，发源于隆林县金钟山乡王村以西500米处，东北流经金钟山乡岩头村，猪场乡岩圩村，至革步乡挂白村（卦白）右纳挂白河后转向北流，经领好村、红染村，最后于革步村北1.5公里汇入南盘江。河长40.2公里，流域面积470平方公里。